# Eleição presidencial na Finlândia em 2018
As eleições presidenciais na Finlândia foram realizadas em 28 de janeiro de 2018, estando previsto um eventual 2º turno em 11 de fevereiro, se tal fosse necessário. O mandato do presidente eleito foi de 1º de março de 2018 a 1º de março de 2024. O atual presidente Sauli Niinistö foi reeleito para o segundo mandato.

## Resultados
Segunda a Yle (emissora pública de rádio e televisão da Finlândia), os resultados preliminares às 23:11 de 28 de janeiro apontavam uma maioria absoluta de Sauli Niinistö com 62,7% dos votos. Em segundo lugar estava Pekka Haavisto com 12,4%. O jornal diário Hufvudstadsbladet indicava igualmente estes número quando 100% do votos estavam contados.
|                  | Sauli Niinistö   | Independente             | 1.874.334 | 62,65% |       |  |
|                  | Pekka Haavisto   | Aliança dos Verdes       | 370.823   | 12,40% |       |  |
|                  | Laura Huhtasaari | Partido dos Finlandeses  | 207.175   | 6,93%  |       |  |
|                  | Paavo Väyrynen   | Independente             | 185.144   | 6,19%  |       |  |
|                  | Matti Vanhanen   | Partido do Centro        | 122.321   | 4,09%  |       |  |
|                  | Tuula Haatainen  | Partido Social-Democrata | 97.255    | 3,25%  |       |  |
|                  | Merja Kyllönen   | Aliança de Esquerda      | 89.816    | 3,00%  |       |  |
|                  | Nils Torvalds    | Povo Sueco               | 44.661    | 1,49%  |       |  |
|                  |                  |                          |           |        |       |  |
| Votos válidos    | Votos válidos    | Votos válidos            | 2.991.529 | 99,67% |       |  |
| Votos rejeitados | Votos rejeitados | Votos rejeitados         | 9.800     | 0,33%  |       |  |
| Total de votos   | Total de votos   | Total de votos           | 3.001.322 | 100%   |       |  |
|                  |                  |                          |           |        |       |  |
| Participação     | Participação     | Participação             | 3.001.322 | 66,73% |       |  |
| Abstenção        | Abstenção        | Abstenção                | 1.496.682 | 33,27% |       |  |
| Eleitorado       | Eleitorado       | Eleitorado               | 4.498.004 | 100%   |       |  |
|                  |                  |                          |           |        |       |  |
| Fonte            | Fonte            | Fonte                    | [ 5 ]     | [ 5 ]  | [ 5 ] |  |

## Candidatos
| Candidato (nome e idade) e partido político               | Candidato (nome e idade) e partido político | Candidato (nome e idade) e partido político | Histórico Político | Detalhes |
| --------------------------------------------------------- | ------------------------------------------- | ------------------------------------------- | --- | --- |
| Tuula Haatainen (57) SDP                                  | Tuula Haatainen                             |                                             | Ministra da Educação (2003–2005) Ministra dos Assuntos Sociais e da Saúde (2005–2007) Deputada por Helsinki (1996–2007, desde 2015) | Haatainen foi ministra da Educação no breve gabinete de Jäätteenmäki e manteve seu cargo no subseqüente gabinete de Vanhanen. Depois disso, foi ministra dos Assuntos Sociais e da Saúde de 2005 a 2007. |
| Pekka Haavisto (59) Aliança dos Verdes                    | Pekka Haavisto                              |                                             | Ministro do Desenvolvimento Internacional (2013–2014) Ministro do Meio Ambiente e Desenvolvimento (1995–1999) Presidente da Aliança dos Verdes (1993–1995) Deputado por Helsinki (1987–1995, desde 2007) | Haavisto concorreu nas eleições presidenciais de 2012 e chegou ao 2º turno da votação, mas perdeu para Sauli Niinistö do Partido da Coligação Nacional. Antes da campanha, ele tinha sido deputado desde 2007 e trabalhou para as Nações Unidas de 1999 a 2005. |
| Laura Huhtasaari (38) Partido dos Verdadeiros Finlandeses | Laura Huhtasaari                            |                                             | Deputada por Satakunta (desde 2015) | Huhtasaari foi eleita para o Parlamento em 2015 com 9.259 votos e foi eleita vice-presidente do Partido dos Finlandeses em junho de 2017. No Parlamento, ela também foi membra da Comissão de Assuntos Jurídicos, da Comissão de Educação e Cultura e da Delegação da Finlândia para o Conselho Nórdico.                                                               |
| Merja Kyllönen (41) Aliança de Esquerda                   | Merja Kyllönen                              |                                             | Ministra do Transporte (2011–2014) Deputada por Oulu (2007–2014) Eurodeputada pela Finlândia (desde 2014) | Kyllönen foi ministra dos Transportes no Gabinete de Katainen de 2011 a 2014. Concorreu para o Parlamento Europeu em 2014 e foi eleita. |
| Sauli Niinistö (69) Independente                          | Sauli Niinistö                              |                                             | Presidente da República da Finlândia (desde 2012) Presidente do Parlamento (2007–2011) Ministro das Finanças (1996–2003) Ministro da Justiça (1995–1996) Outros cargos - Presidente da União Democrata Europeia de 1998 a 2002; - Vice-Primeiro Ministro da Finlândia de 1995 a 2001; - Presidente do Partido da Coligação Nacional de 1994 a 2001; - Presidente da Câmara Municipal de Salo de 1989 a 1992; - Deputado da província de Turku Sul de 1987 a 1999; - Deputado por Helsinki de 1999 a 2003; - Deputado por Uusimaa de 2007 a 2011; - Membro da Câmara Municipal de Salo de 1977 a 1992; - Membro da Câmara Municipal de Salo de 1977 a 1988. | O presidente da Finlândia foi candidato do Partido da Coligação Nacional em 2012, depois de perder por pouco em 2006. Para 2018 ele decidiu concorrer como independente para "testar seu apoio" entre os eleitores. Ele reuniu 156 mil assinaturas e sua candidatura foi confirmada em 25 de setembro.                                                                 |
| Nils Torvalds (72) Partido Popular Sueco                  | Nils Torvalds                               |                                             | Eurodeputado da Finlândia (since 2012) | Ex-membro do Partido Comunista da Finlândia, Torvalds trabalhou no departamento de língua sueca da Yle de 1982 a 2004. Ingressou no Partido Popular Sueco da Finlândia em 2006 e foi eleito seu terceiro vice-presidente em 2007. Ele concorreu para o Parlamento Europeu em 2009 e não foi eleito, mas ele aderiu ao cargo em 2012 depois que Carl Haglund renunciou. |
| Matti Vanhanen (62) Partido do Centro                     | Matti Vanhanen                              |                                             | Primeiro Ministro da Finlândia (2003–2010) Ministro da Defesa (2003) | O ex-primeiro-ministro foi candidato em 2006 e obteve 18,6% dos votos. Ele deixou a política após seu mandato como primeiro-ministro, mas retornou em 2015 quando foi reeleito como deputado. |
| Paavo Väyrynen (71) Independente                          | Paavo Väyrynen                              |                                             | Eurodeputado pela Finlândia (1995–2007, desde 2014) Ministro do Comércio Exterior e Desenvolvimento Internacional (2007–2011) Ministro das Relações Exteriores (1977–1982, 1983–1987, 1991–1993) Outros cargos - Vice-Primeiro Ministro da Finlândia de 1983 a 1987; - Ministro do Trabalho de 1976 a 1977; - Ministro da Educação de 1975 a 1976; - Deputado da Lapônia de 2007 a 2011; - Deputado por Uusimaa de 1991 a 1995; - Deputado da Lapônia de 1970 a 1991. | O veterano político Väyrynen foi candidato a presidente pelo Partido do Centro três vezes: em 1988, 1994 e em 2012. Ele saiu do Partido do Centro em 2016 e fundou seu próprio partido, o Partido dos Cidadãos. |

## Pesquisas

### 1º Turno
| Instituto      | Data                  | Entrevis- tados |                       |                 |                        |                 |               |                   |                     |                       |        |          |
| -------------- | --------------------- | --------------- | --------------------- | --------------- | ---------------------- | --------------- | ------------- | ----------------- | ------------------- | --------------------- | ------ | -------- |
| Instituto      | Data                  | Entrevis- tados |                       |                 |                        |                 |               |                   |                     |                       |        |          |
| Instituto      | Data                  | Entrevis- tados | Niinistö Independente | Haavisto Verdes | Huhtasaari Finlandeses | Vanhanen Centro | Haatainen SDP | Kyllönen Esquerda | Torvalds Povo Sueco | Väyrynen Independente | Outros | Não sabe |
| TNS            | Abril/17              | -               | 66%                   | 19%             | -                      | 4%              | -             | 3%                | -                   | -                     | 8%     | -        |
| Taloustutkimus | Junho/17              | 1.365           | 72%                   | 12%             | –                      | 3%              | –             | 2%                | –                   | –                     | 5%     | 5%       |
| Tietoykkönen   | Junho/17              | -               | 62%                   | 11%             | –                      | 1%              | 1%            | 2%                | 1%                  | 1%                    | 9%     | 12%      |
| Tietoykkönen   | 30/05 - 01/06/17      | 1.023           | 62%                   | 11%             | –                      | 1%              | 1%            | 2%                | 1%                  | 1%                    | 9%     | 12%      |
| Taloustutkimus | 22 - 23/08/17         | 1.177           | 60%                   | 12%             | 4%                     | 3%              | –             | 2%                | 1%                  | 2%                    | 5%     | 9%       |
| Kantar TNS     | 4 - 14/09/17          | 944             | 68%                   | 13%             | 3%                     | 2%              | 3%            | 2%                | –                   | –                     | –      | 10%      |
| Taloustutkimus | 2 - 10/10/17          | 1.470           | 76%                   | 14%             | 3%                     | 2%              | 1%            | 2%                | 1%                  | –                     | 1%     | –        |
| Tietoykkönen   | 10 - 11/10/17         | 1.000           | 60%                   | 10%             | 4%                     | 2%              | 3%            | 3%                | –                   | 1%                    | 2%     | 14%      |
| Kantar TNS     | 16 - 27/10/17         | 998             | 67%                   | 13%             | 3%                     | 3%              | 2%            | 2%                | 1%                  | –                     | 1%     | 8%       |
| Taloustutkimus | 20 - 28/11/17         | 1.484           | 80%                   | 10%             | 4%                     | 2%              | 2%            | 1%                | 1%                  | –                     | 1%     | –        |
| Tietoykkönen   | 23/11 - 03/12/17      | 1.500           | 64%                   | 12%             | 3%                     | 3%              | 2%            | 3%                | 1%                  | 2%                    | 1%     | 8%       |
| Kantar TNS     | 04 - 16/12/17         | 1.000           | 70%                   | 11%             | 3%                     | 2%              | 2%            | 2%                | –                   | 3%                    | –      | 6%       |
| Taloustutkimus | 27/12/17 - 03/01/2018 | 1.363           | 72%                   | 11%             | 5%                     | 2%              | 3%            | 2%                | 1%                  | 4%                    | –      | –        |
| Tietoykkönen   | 9 - 16/01/2018        | 1.500           | 58%                   | 14%             | 6%                     | 5%              | 4%            | 4%                | 2%                  | 7%                    | –      | –        |
| Kantar TNS     | 8 - 17/01/2018        | 1.000           | 68%                   | 11%             | 4%                     | 3%              | 2%            | 3%                | 1%                  | 8%                    | –      | –        |
| Taloustutkimus | 17 - 23/01/2018       | 1.422           | 63%                   | 14%             | 6%                     | 4%              | 2%            | 4%                | 2%                  | 6%                    | –      | –        |
| Kantar TNS     | 22 - 24/01/2018       | 500             | 58%                   | 13%             | 5%                     | 4%              | 5%            | 5%                | 3%                  | 7%                    | –      | –        |

### Simulações de 2º Turno
| Instituto      | Data                 |                       |               |          |
| -------------- | -------------------- | --------------------- | ------------- | -------- |
| Instituto      | Data                 |                       |               |          |
| Instituto      | Data                 | Niinistö Independente | Haatainen SDP | Não sabe |
| Kantar TNS     | 04 - 14/09/17        | 85%                   | 6%            | 9%       |
| Taloustutkimus | 02 - 10/10/17        | 94%                   | 6%            | –        |
| Tietoykkönen   | 23/11 – 03/12/17     | 91%                   | 9%            | –        |
| Taloustutkimus | 27/12/17 –03/01/2018 | 92%                   | 8%            | -        |
| Tietoykkönen   | 9 - 16/01/2018       | 85%                   | 15%           | -        |
| Kantar TNS     | 8 - 17/01/2018       | 80%                   | 8%            | 12%      |
| Taloustutkimus | 17 - 23/01/2018      | 89%                   | 11%           | -        |
| Kantar TNS     | 22 - 24/01/2018      | 76%                   | 11%           | 13%      |

| Instituto      | Data                  |                       |                 |          |
| -------------- | --------------------- | --------------------- | --------------- | -------- |
| Instituto      | Data                  |                       |                 |          |
| Instituto      | Data                  | Niinistö Independente | Haavisto Verdes | Não sabe |
| Taloustutkimus | Maio/2017             | 76%                   | 19%             | 5%       |
| Taloustutkimus | 22 - 23/08/17         | 70%                   | 22%             | 8%       |
| Kantar TNS     | 04 - 14/09/17         | 77%                   | 16%             | 7%       |
| Taloustutkimus | 02 - 10/10/17         | 82%                   | 18%             | -        |
| Taloustutkimus | 20 - 28/10/17         | 86%                   | 14%             | -        |
| Tietoykkönen   | 23/11 - 03/12/17      | 79%                   | 21%             | -        |
| Taloustutkimus | 27/12/17 - 03/01/2018 | 82%                   | 18%             | -        |
| Tietoykkönen   | 9 - 16/01/2018        | 75%                   | 25%             | -        |
| Kantar TNS     | 8 - 17/01/2018        | 73%                   | 13%             | 14%      |
| Taloustutkimus | 17 - 23/01/2018       | 80%                   | 20%             | -        |
| Kantar TNS     | 22 - 24/01/2018       | 67%                   | 21%             | 12%      |

| Instituto      | Data                  |                       |                        |          |
| -------------- | --------------------- | --------------------- | ---------------------- | -------- |
| Instituto      | Data                  |                       |                        |          |
| Instituto      | Data                  | Niinistö Independente | Huhtasaari Finlandeses | Não sabe |
| Taloustutkimus | 22 - 23/08/17         | 87%                   | 7%                     | 6%       |
| Kantar TNS     | 04 - 14/09/17         | 87%                   | 4%                     | 9%       |
| Taloustutkimus | 02 - 10/10/17         | 96%                   | 4%                     | -        |
| Taloustutkimus | 20 - 28/10/17         | 93%                   | 7%                     | -        |
| Tietoykkönen   | 23/11 - 03/12/17      | 94%                   | 6%                     | -        |
| Taloustutkimus | 27/12/17 - 03/01/2018 | 93%                   | 7%                     | -        |
| Tietoykkönen   | 9 - 16/01/2018        | 90%                   | 10%                    | -        |
| Kantar TNS     | 8 - 17/01/2018        | 83%                   | 6%                     | 11%      |
| Taloustutkimus | 17 - 23/01/2018       | 90%                   | 10%                    | -        |

| Instituto      | Data                  |                       |                   |          |
| -------------- | --------------------- | --------------------- | ----------------- | -------- |
| Instituto      | Data                  |                       |                   |          |
| Instituto      | Data                  | Niinistö Independente | Kyllönen Esquerda | Não sabe |
| Taloustutkimus | 02 - 10/10/17         | 96%                   | 4%                | -        |
| Taloustutkimus | 20 - 28/10/17         | 93%                   | 7%                | -        |
| Tietoykkönen   | 23/11 - 03/12/17      | 90%                   | 10%               | -        |
| Taloustutkimus | 27/12/17 - 03/01/2018 | 93%                   | 7%                | -        |
| Tietoykkönen   | 9 - 16/01/2018        | 87%                   | 13%               | -        |
| Taloustutkimus | 17 - 23/01/2018       | 89%                   | 11%               | -        |

| Instituto      | Data                  |                       |                     |          |
| -------------- | --------------------- | --------------------- | ------------------- | -------- |
| Instituto      | Data                  |                       |                     |          |
| Instituto      | Data                  | Niinistö Independente | Torvalds Povo Sueco | Não sabe |
| Tietoykkönen   | 23/11 - 03/12/17      | 94%                   | 6%                  | -        |
| Taloustutkimus | 27/12/17 - 03/01/2018 | 97%                   | 3%                  | -        |
| Tietoykkönen   | 9 - 16/01/2018        | 91%                   | 9%                  | -        |
| Taloustutkimus | 17 - 23/01/2018       | 95%                   | 5%                  | -        |

| Instituto      | Data                  |                       |                 |          |
| -------------- | --------------------- | --------------------- | --------------- | -------- |
| Instituto      | Data                  |                       |                 |          |
| Instituto      | Data                  | Niinistö Independente | Vanhanen Centro | Não sabe |
| Kantar TNS     | 04 - 14/09/17         | 89%                   | 3%              | 7%       |
| Taloustutkimus | 02 - 10/10/17         | 96%                   | 4%              | -        |
| Tietoykkönen   | 23/11 - 03/12/17      | 93%                   | 7%              | -        |
| Taloustutkimus | 27/12/17 - 03/01/2018 | 95%                   | 5%              | -        |
| Tietoykkönen   | 9 - 16/01/2018        | 89%                   | 11%             | -        |
| Kantar TNS     | 8 - 17/01/2018        | 81%                   | 6%              | 12%      |
| Taloustutkimus | 17 - 23/01/2018       | 91%                   | 9%              | -        |

| Instituto      | Data                  |                       |                       |          |
| -------------- | --------------------- | --------------------- | --------------------- | -------- |
| Instituto      | Data                  |                       |                       |          |
| Instituto      | Data                  | Niinistö Independente | Väyrynen Independente | Não sabe |
| Taloustutkimus | 27/12/17 - 03/01/2018 | 92%                   | 8%                    | -        |
| Tietoykkönen   | 9 - 16/01/2018        | 85%                   | 15%                   | -        |
| Taloustutkimus | 17 - 23/01/2018       | 89%                   | 11%                   | -        |
| Kantar TNS     | 22 - 24/01/2018       | 75%                   | 11%                   | 14%      |